# Gerolsbach (Ilm)
Der Gerolsbach, auch als Kleine Ilm bekannt, ist ein etwa 20 km langer, insgesamt etwa nordöstlich laufender kleiner Fluss im oberbayerischen Landkreis Pfaffenhofen an der Ilm, der in der Stadt Pfaffenhofen an der Ilm von links in die obere Ilm mündet.

## Name
Der Bach wird 1340 erstmals urkundlich genannt (vf dem Goltzpach). Der Name leitet sich vom Personennamen Gerolt ab.

## Geographie

### Verlauf
Der Gerolsbach entspringt südlich des Kirchdorfs Junkenhofen zwischen den Einöden Forsthof im Süden und Voglhof im Norden im Gebiet der Gemeinde Gerolsbach aus einem Kleinteich am Nordrand eines Wäldchens. Er fließt in anfangs nördlicher, dann nordöstlicher, zuletzt lange ostnordöstlicher Richtung durch eine hügelige Landschaft, die bis zur Stadtgrenze von Pfaffenhofen überwiegend landwirtschaftlich geprägt ist. In der oft weniger als 30 Meter gegenüber dem umgebenden Hügeln eingetiefte Talmulde laufen neben dem Fluss nacheinander Abschnitte der Staatsstraße St 2050 bis Gerolsbach-Klenau, der Kreisstraße PAF 5 bis Gerolsbach-Singenbach, der St 2084 bis Scheyern-Euernbach und der St 2045 bis an den Siedlungsrand des Mündungsortes Pfaffenhofen an der Ilm. Der Gerolsbach mündet südlich der Altstadt von Pfaffenhofen in die Ilm.
Der Fluss mündet nach einem 20,2 km langen Weg mit mittlerem Sohlgefälle von nur etwa 3 ‰ ungefähr 61 Höhenmeter unterhalb seines Ursprungs.

### Einzugsgebiet
Das 94,2 km² große Einzugsgebiet des Gerolsbachs gehört, naturräumlich gesehen, zum Interraum Donau-Isar-Hügelland des Unterbayerischen Hügellandes. Seine mit etwa 545 m ü. NHN größte Höhe erreicht es auf einem einen Funkmast tragenden Waldhügel an der Ostgrenze bei der Gerolsbacher Einöde Wüstersberg.
Jenseits der rechten, südöstlichen Wasserscheide sammelt die obere Ilm ihre sämtlich deutlich kleineren linken Zuflüsse vor dem Gerolsbach. Hinter der westlichen laufen nochmals kleinere Bäche von rechts zur Weilach, deren Abfluss über die Paar die Donau erreicht. Im Nordwesten und Norden laufen kürzere Zuflüsse weiter abwärts zur Paar. Die nordöstliche Wasserscheide bis zurück zur Mündung schließlich grenzt nur kurz ans Einzugsgebiet der abwärtigen Ilm, welche die Donau tiefer über die Abens speist.

### Zuflüsse
Liste der Zuflüsse von der Quelle zur Mündung. Mit Gewässerlänge, Einzugsgebiet und Höhe. Andere Quellen für die Angaben sind vermerkt. Auswahl.
Ursprung des Gerolsbachs auf etwa 485 m ü. NHN als ca. 0,4 km südöstlich des Ortsrandes von Gerolsbach-Junkenhofen zwischen den Einöden Forsthof im Süden und Voglhof im Norden. Der Bach fließt zunächst nördlich.
- (Zufluss aus dem Weißgrund), von links und Südwesten auf etwa 482 m ü. NHN am Südrand von Junkenhofen, ca. 3,2 km[BA 3] und ca. 16,7 km².[BA 4] Entfließt auf etwa 498 m ü. NHN einem Kleinteich südöstlich von Schiltberg -Metzenried. Unbeständig. Beträchtlich länger und einzugsgebietsreicher als der bis zu diesem Zulauf unter 0,4 km[BA 3] lange Hauptast.
- (Bach aus Richtung Wolfertshausen), von rechts und Süden auf 461 m ü. NHN[BA 5] in Gerolsbach-Singenhofen, ca. 2,2 km[BA 3] und ca. 1,6 km².[BA 4] Entsteht auf etwa 512 m ü. NHN am Westrand von Gerolsbach-Wolfertshausen.
- Stockhausener Graben/Riedener Bächlein, von links und Nordwesten auf etwa 457 m ü. NHN in Gerolsbach, ca. 1,7 km[BA 3] und ca. 3,2 km².[BA 4] Entsteht auf etwa 480 m ü. NHN bei Gerolsbach-Stockhausen.
- Sachenbach, von links und Westnordwesten auf etwa 448 m ü. NHN vor Scheyern-Euernbach, ca. 2,6 km[BA 3] und ca. 3,4 km².[BA 4] Entsteht auf etwa 471 m ü. NHN bei Gerolsbach-Thalern.
- Altbach, von links in Euernbach; Auengraben, wird vom vorigen gekreuzt
- Seegassegraben oder Haarmoosgraben, von links und Westnordwesten auf etwa 444 m ü. NHN nach Euernbach, 3,7 km und 15,0 km². Entsteht auf etwa 469 m ü. NHN bei Gerolsbach-Oberwengen.
- Zedelseebach, von links und Nordwesten auf etwa 443 m ü. NHN bei Scheyern-Schmidhausen, ca. 4,0 km[BA 3] und ca. 9,1 km².[BA 4] Entsteht zunächst unbeständig auf etwa 466 m ü. NHN an einem Feldkreuz südlich von Hohenwart-Ellenbach.
- Froschbach, von links und Nordwesten auf etwa 437 m ü. NHN vor Scheyern-Gneisdorf, 3,3 km und 5,7 km². Entsteht auf etwa 462 m ü. NHN nordwestlich von Pfaffenhofen an der Ilm-Schabenberg.
- Pudelbach, von rechts und Südwesten auf etwa 434 m ü. NHN in Scheyern-Mitterscheyern, 7,1 km mit dem längeren linken Oberlauf Schnatterbach und 13,5 km². Der Schnatterbach entsteht auf etwa 485 m ü. NHN südlich von Gerolsbach-Hudlhub.
- (Bach aus Richtung Wolfsberg), von links und Nordnordwesten auf etwa 433 m ü. NHN bei Scheyern-Daselmühle, 3,8 km und 5,0 km². Entsteht auf etwa 474 m ü. NHN bei Pfaffenhofen-Wolfsberg. Unbeständig.

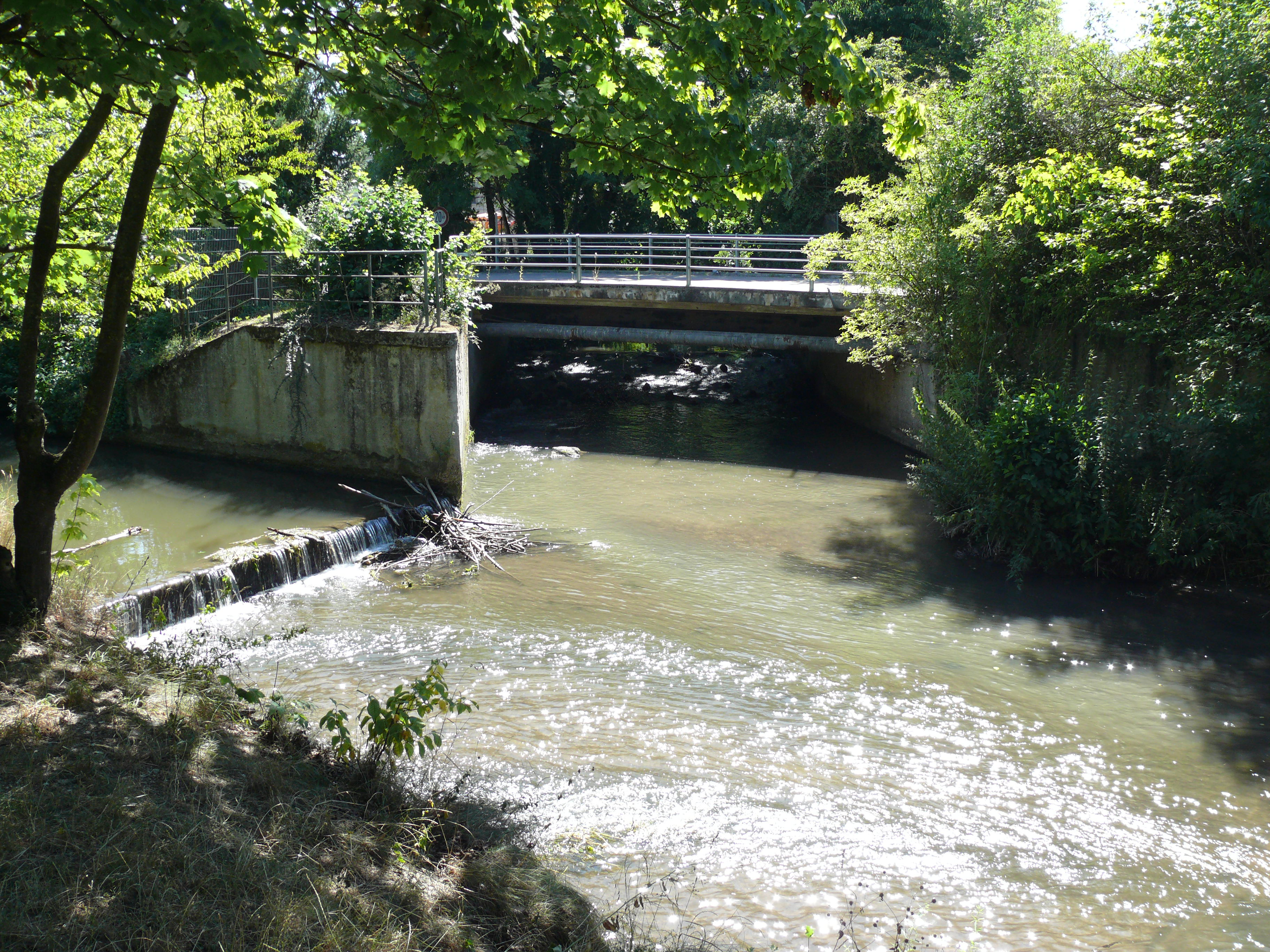
Die Mündung des Gerolsbachs (hinten im Bild) in die Ilm

Mündung des Gerolsbachs von links und Südwesten auf 424 m ü. NHN gegenüber der Georg-Hipp-Straße in Pfaffenhofen in die obere Ilm. Der Gerolsbach ist 20,2 km lang und hat ein 95,1 km² großes Einzugsgebiet. Damit kommt er den entsprechenden Werten der Ilm an der Mündung recht nahe, die bis dorthin 31,1 km lang ist und zuvor ein 139,6 km² großes Teileinzugsgebiet akkumuliert hat.

### Ortschaften
Orte am Lauf mit ihren Zugehörigkeiten von der Quelle zur Mündung. Nur die Namen tiefster Schachtelungsstufe bezeichnen Siedlungsanrainer.
- Gemeinde Gerolsbach
  - Junkenhofen (Kirchdorf, überwiegend links)
  - Klenau (Pfarrdorf, linker Hang)
  - Singenbach (Pfarrdorf)
  - Gerolsbach (Pfarrdorf)
  - Aichmühle (Einöde, links; mit Gerolsbach zusammengewachsen)
  - Eisenhut (Weiler, links)
  - Gerenzhausen (Weiler, rechts)
- Gemeinde Scheyern
  - Euernbach (Kirchdorf)
  - Schmidhausen (Weiler)
  - Vieth (Dorf)
  - Gneisdorf, (Dorf, links)
  - Voglried (Einöde, links in etwas Abstand)
  - Mitterscheyern (Dorf)
  - Daselmühle (Einöde, links)
- Stadt Pfaffenhofen an der Ilm
  - Niederscheyern (Kirchdorf, rechts)
  - Radlhöfe (Weiler, links)
  - Pfaffenhofen an der Ilm (Hauptort)

### BayernAtlas („BA“)
Amtliche Online-Gewässerkarte mit passendem Ausschnitt und den hier benutzten Layern: Lauf und Einzugsgebiet des Gerolsbachs

Allgemeiner Einstieg ohne Voreinstellungen und Layer: BayernAtlas der Bayerischen Staatsregierung (Hinweise)
1. 1 2 3  Höhe abgefragt auf dem Hintergrundlayer Amtliche Karte (Rechtsklick).
2. ↑  Höhe nach schwarzer Beschriftung auf dem Hintergrundlayer Amtliche Karte.
3. 1 2 3 4 5 6  Länge abgemessen auf dem Hintergrundlayer Amtliche Karte.
4. 1 2 3 4 5  Einzugsgebiet abgemessen auf dem Hintergrundlayer Amtliche Karte.
5. ↑  Höhe nach blauer Beschriftung auf dem Hintergrundlayer Amtliche Karte.

### Gewässerverzeichnis Bayern („GV“)
1. 1 2  Länge nach: Verzeichnis der Bach- und Flussgebiete in Bayern – Flussgebiet Lech bis Naab, Seite 86 des Bayerischen Landesamtes für Umwelt, Stand 2016 (PDF; 2,9 MB) (und Folgeseite für Zuflüsse; Seitenzahl kann sich ändern.)
2. 1 2  Einzugsgebiet nach: Verzeichnis der Bach- und Flussgebiete in Bayern – Flussgebiet Lech bis Naab, Seite 86 des Bayerischen Landesamtes für Umwelt, Stand 2016 (PDF; 2,9 MB) (und Folgeseite für Zuflüsse; Seitenzahl kann sich ändern.)

### Sonstige
1. ↑  Albrecht Greule: Deutsches Gewässernamenbuch. Walter de Gruyter, Berlin / Boston 2014, ISBN 978-3-11-057891-1, S. 172, „Gerolsbach“ (Auszug in der Google-Buchsuche).
2. ↑  Ralph Jätzold: Geographische Landesaufnahme: Die naturräumlichen Einheiten auf Blatt 172 Nördlingen. Bundesanstalt für Landeskunde, Bad Godesberg 1962. → Online-Karte (PDF; 3,9 MB)
3. ↑  Otto Sporbeck, Hansgeorg Schlichtmann: Geographische Landesaufnahme: Die naturräumlichen Einheiten auf Blatt 173 Ingolstadt. Bundesanstalt für Landeskunde, Bad Godesberg 1990. → Online-Karte (PDF; 3,6 MB)
4. ↑  Hans Graul: Geographische Landesaufnahme: Die naturräumlichen Einheiten auf Blatt 180 Augsburg. Bundesanstalt für Landeskunde, Bad Godesberg 1962. → Online-Karte (PDF; 4,1 MB)
5. ↑  Günther Michler: Geographische Landesaufnahme: Die naturräumlichen Einheiten auf Blatt 181 München. Bundesanstalt für Landeskunde, Bad Godesberg 1994. → Online-Karte (PDF; 4,4 MB)